# Wang Jing (piragüista)
Wang Jing (22 de desembre de 1971) és una esportista xinesa que va competir en piragüisme en la modalitat d'aigües tranquil·les, guanyadora d'una medalla de bronze al Campionat Mundial de Piragüisme de 1991 en la prova de K4 500 m.
Va participar en els Jocs Olímpics de Barcelona 1992, on va finalitzar cinquena en la prova de K4 500 m.

## Palmarès internacional
| Campionat del món | Campionat del món | Campionat del món | Campionat del món |
| Any               | Lloc              | Medalla           | Esdeveniment      |
| ----------------- | ----------------- | ----------------- | ----------------- |
| 1991              | París ( França)   | 3                 | K4 500 m          |